# Côtes-de-blaye
Le côtes-de-blaye était un vin blanc sec français d'appellation d'origine contrôlée produit autour de la ville de Blaye, en Gironde. Cette appellation appartient au vignoble du Blayais et du Bourgeais, une des subdivisions du vignoble de Bordeaux.
Depuis 2015, l'appellation n'est plus revendiquée et ne fait plus partie de la liste des AOC sur le site de l'INAO. Les vignes ont été arrachées, ou ont été converties
pour produire les appellations blaye (qui est lui un vin rouge) et blaye-côtes-de-bordeaux (en rouge et en blanc sec).

## Histoire
L'appellation est reconnue par le décret du 11 septembre 1936, en même temps que les toutes premières appellations d'origine du Bordelais, dont les AOC blaye (vin rouge produit sur la même aire d'appellation que le côtes-de-blaye) et premières-côtes-de-blaye (vin rouge ou blanc). La différence principale entre le côtes-de-blaye et le premières-côtes-de-blaye est l'encépagement, le premier basé sur le colombard (cépage productif), le second sur le sémillon, le sauvignon et la muscadelle (cépages jugés plus qualitatifs).
Ce texte de définition est modifié par les décrets du 16 mars 1943, du 14 octobre 1943 et du 22 mai 1944 (annulés par l'ordonnance du 9 août 1944, comme tous les actes législatifs ou réglementaires du régime de Vichy), puis par l'arrêté du 15 février 1947 qui modifie les règles de taille (la taille Guyot est désormais obligatoire, en simple ou en double, tandis que la taille à trois astes est désormais interdite) et limite la densité de plantation (à 4 500 pieds par hectare).
En 2009, l'appellation « premières-côtes-de-blaye » (en rouge comme en blanc) disparaît au profit du « blaye-côtes-de-bordeaux », une dénomination géographique au sein de l'appellation côtes-de-bordeaux.
En janvier 2010, un nouveau décret modifie l'encépagement de l'appellation côtes-de-blaye, y introduisant l'ugni blanc comme cépage principal en compagnie du colombard. Ce cépage était auparavant utilisé pour la production d'eau-de-vie par distillation, sous les noms de cognac (mais la Gironde est exclue de l'aire de production au début du XXe siècle), puis d'« eau-de-vie d'Aquitaine » (appellation reconnue par le décret du 23 février 1942), puis de « fine Bordeaux » (décret du 5 août 1974). À partir des années 1980, la production de l'eau-de-vie est progressivement abandonnée en Blayais, les parcelles sont soit arrachées, soit converties en blancs secs de l'appellation côtes-de-blaye. En novembre 2011, le nouveau cahier des charges de l'appellation côtes-de-blaye est modifié, puis de nouveau en juillet 2015. En quelques années, l'appellation n'est plus revendiquée et ne fait plus partie de la liste des AOC sur le site de l'INAO.

## Vignoble
| \| Bordeaux Côtes-de-blaye \| L'appellation côtes-de-blaye, au nord du vignoble de Bordeaux. |
| Bordeaux Côtes-de-blaye                                                                      |

Le côtes-de-blaye peut être produit sur le Blayais, soit la partie nord-est du département de la Gironde, de la rive droite de l'estuaire de la Gironde jusqu'à la limite avec le département de la Charente-Maritime. Cette aire de production est très vaste (plus de 20 000 hectares), mais moins d'une centaine d'hectares sont revendiqués dans cette appellation.

### Géologie
Le Blayais, sur la rive droite de la Gironde, est avant tout calcaire : formations dites du « calcaire de Blaye » datant de l'Éocène moyen (peut-être le Lutétien), rapidement remplacé plus à l'est par le « calcaire de Plassac » du Priabonien (Éocène supérieur, d'origine lacustre) sur les reliefs et des colluvions argileuses würmiennes et holocènes sur les versants et les fonds.
L'arrière-pays encore plus à l'est a des reliefs de « calcaire de Saint-Estèphe » gréseux à débris de fossiles (de l'Éocène) avec des vallons remplis de colluvions sableuses quaternaires,.

### Aire d'appellation
L'aire d'appellation couvre les 41 communes suivantes : Anglade, Berson, Blaye, Braud-et-Saint-Louis, Campugnan, Cars, Cartelègue, Cavignac, Cézac, Civrac-de-Blaye, Cubnezais, Donnezac, Étauliers, Eyrans, Fours, Générac, Laruscade, Marcenais, Marcillac, Marsas, Mazion, Plassac, Pleine-Selve, la partie de la commune de Pugnac correspondant au territoire de Lafosse avant sa fusion avec celle-ci au 1er juillet 1974, Reignac, Saint-Androny, Saint-Aubin-de-Blaye, Saint-Caprais-de-Blaye, Saint-Christoly-de-Blaye, Saint-Ciers-sur-Gironde, Saint-Genès-de-Blaye, Saint-Girons-d'Aiguevives, Saint-Mariens, Saint-Martin-Lacaussade, Saint-Palais, Saint-Paul, Saint-Savin, Saint-Seurin-de-Cursac, Saint-Vivien-de-Blaye, Saint-Yzan-de-Soudiac et Saugon.

### Encépagement

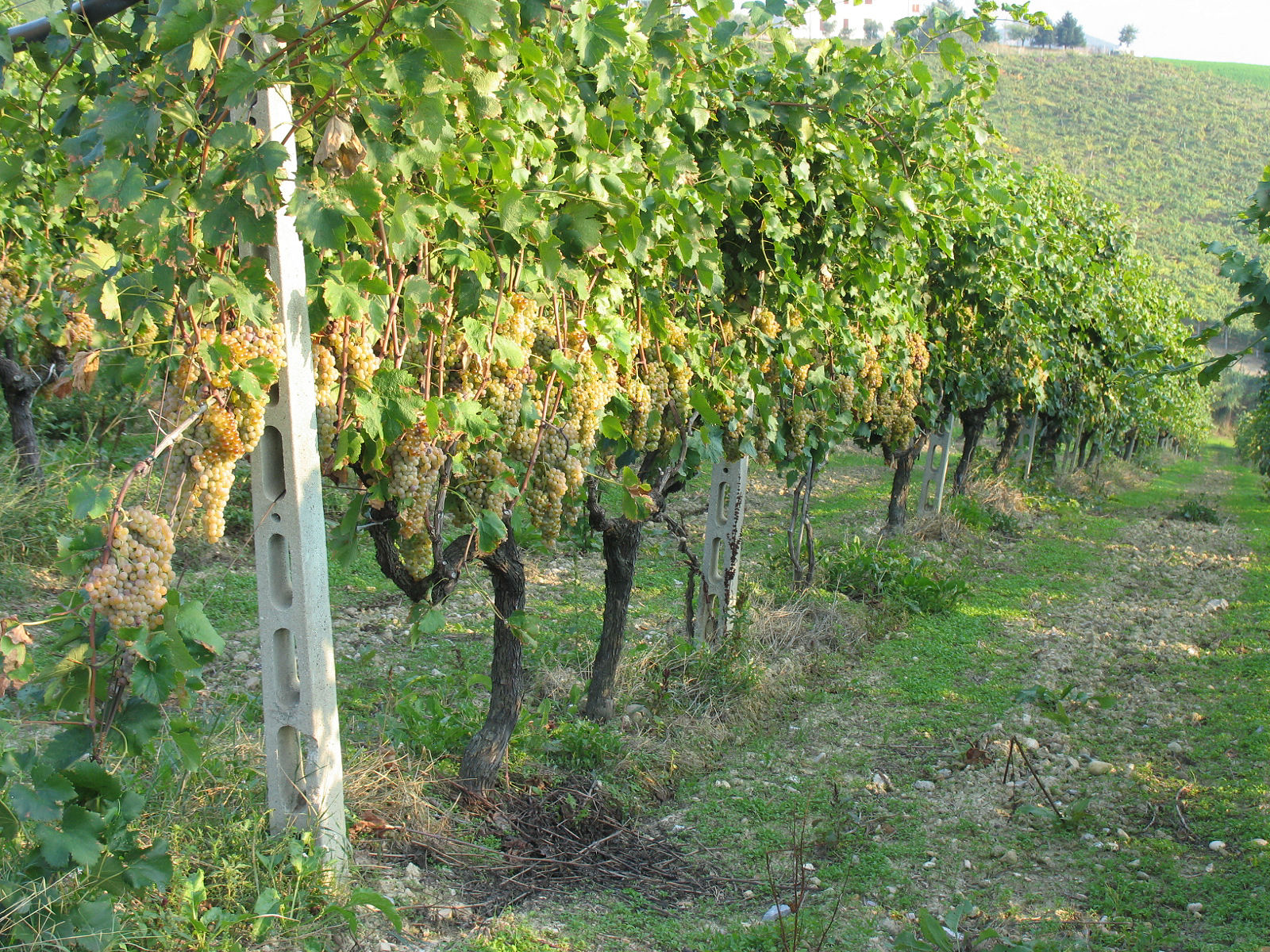
Récolte abondante d'ugni blanc.

Les cépages principaux sont le colombard B et l'ugni blanc B, avec en « cépages accessoires » autorisés la muscadelle B, le sauvignon B, le sauvignon gris G et le sémillon B. Le colombard et l'ugni blanc doivent dominer l'encépagement des parcelles avec 60 et 90 % des pieds.
Le colombard et l'ugni blanc sont des cépages très minoritaires du vignoble de Bordeaux, surtout par rapport aux surfaces plantées en sauvignon et en sémillon.
L'ugni blanc est originaire d'Italie (où il s'appelle Trebbiano toscano). Il sert habituellement à produire avec de grands rendements des vins plutôt acides et peu aromatiques destinés à être distillés pour faire du cognac.
Le colombard apporte des arômes fruités très prononcés à l'assemblage.

## Vin
D'après le cahier des charges, le côtes-de-blaye est un vin blanc tranquille et sec, vif, de couleur jaune clair et à boire jeune.